# Solennität (Burgdorf)
Die Solennität (von lateinisch solemnis «feierlich»), berndeutsch Solätte, ist ein traditionelles Schulfest in der Stadt Burgdorf im Schweizer Kanton Bern.

## Beschreibung

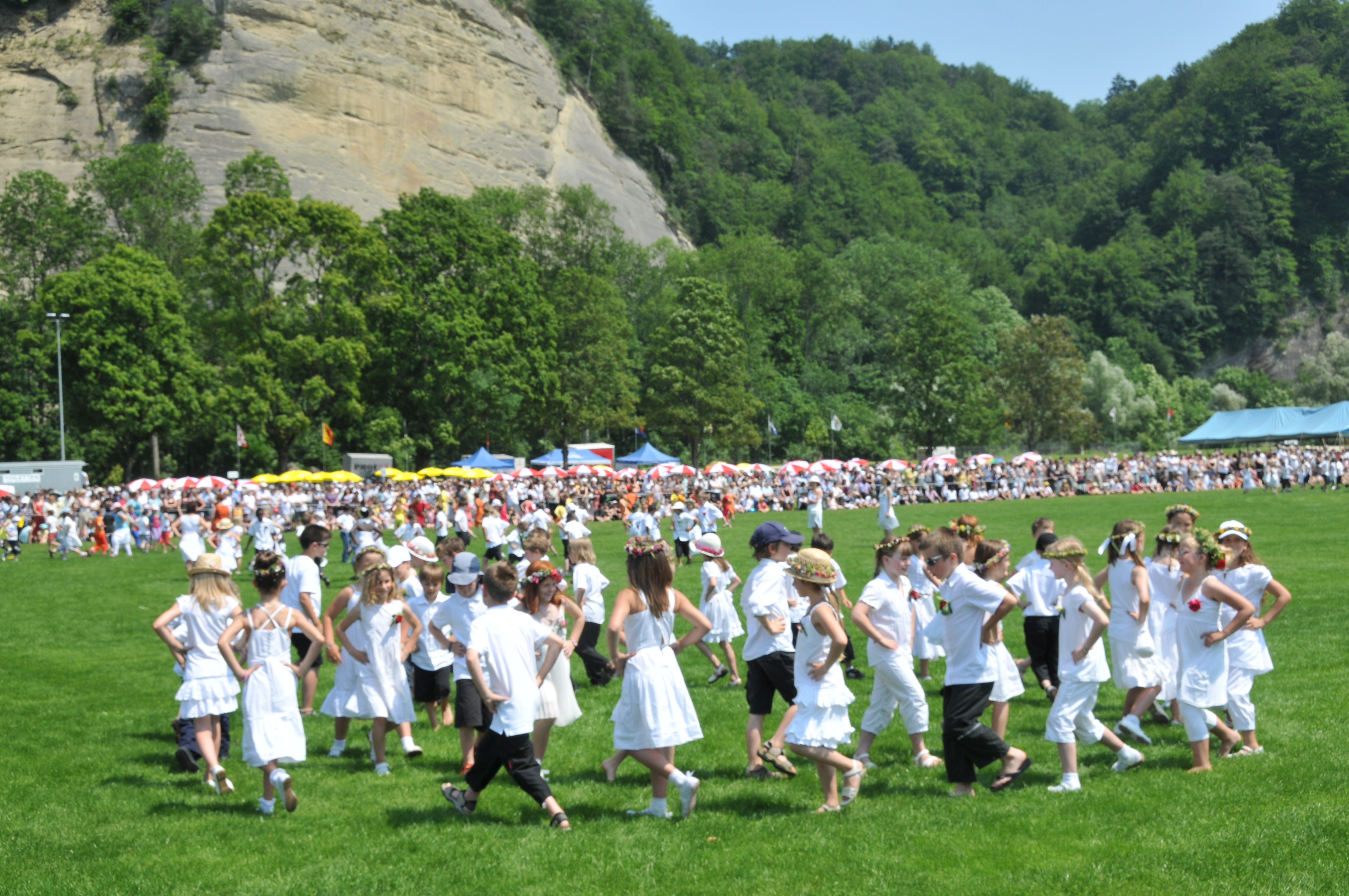
Solätte, 2010 in Burgdorf

Die Burgdorfer Solennität findet jeweils am letzten Montag im Juni statt. Sie wurde erstmals auf die Anregung von Dekan Johann Rudolf Gruner hin 1729 abgehalten.
Zum Abschluss des Schuljahres marschieren die Lehrkräfte am Morgenumzug mit ihren Klassen, Gymnasialverbindungen und der Kadettenmusik durch die Altstadt, wobei die Mädchen weisse Röcke und Blumenkränze auf den Haaren tragen und die Knaben in schwarz-weisse Anzüge gekleidet sind. Die Kadetten von Burgdorf führen den Umzug an. (Früher war jeder Burgdorfer Schüler ein Kadette, heute sind dies nur noch wenige (ca. 200)). Das Ziel ist die Stadtkirche, wo ein Gottesdienst stattfindet und die Erstklässler von den Mitgliedern der Schulkommission eine Gedenkmünze erhalten. Der Nachmittagsumzug führt dagegen durch die Altstadt auf die Schützenmatt, wo das Fest bis am früheren Abend dauert. Das Ganze klingt aus in einem Volksfest, das bis in die frühen Morgenstunden hinein dauert.